# Altarstein (Liturgie)

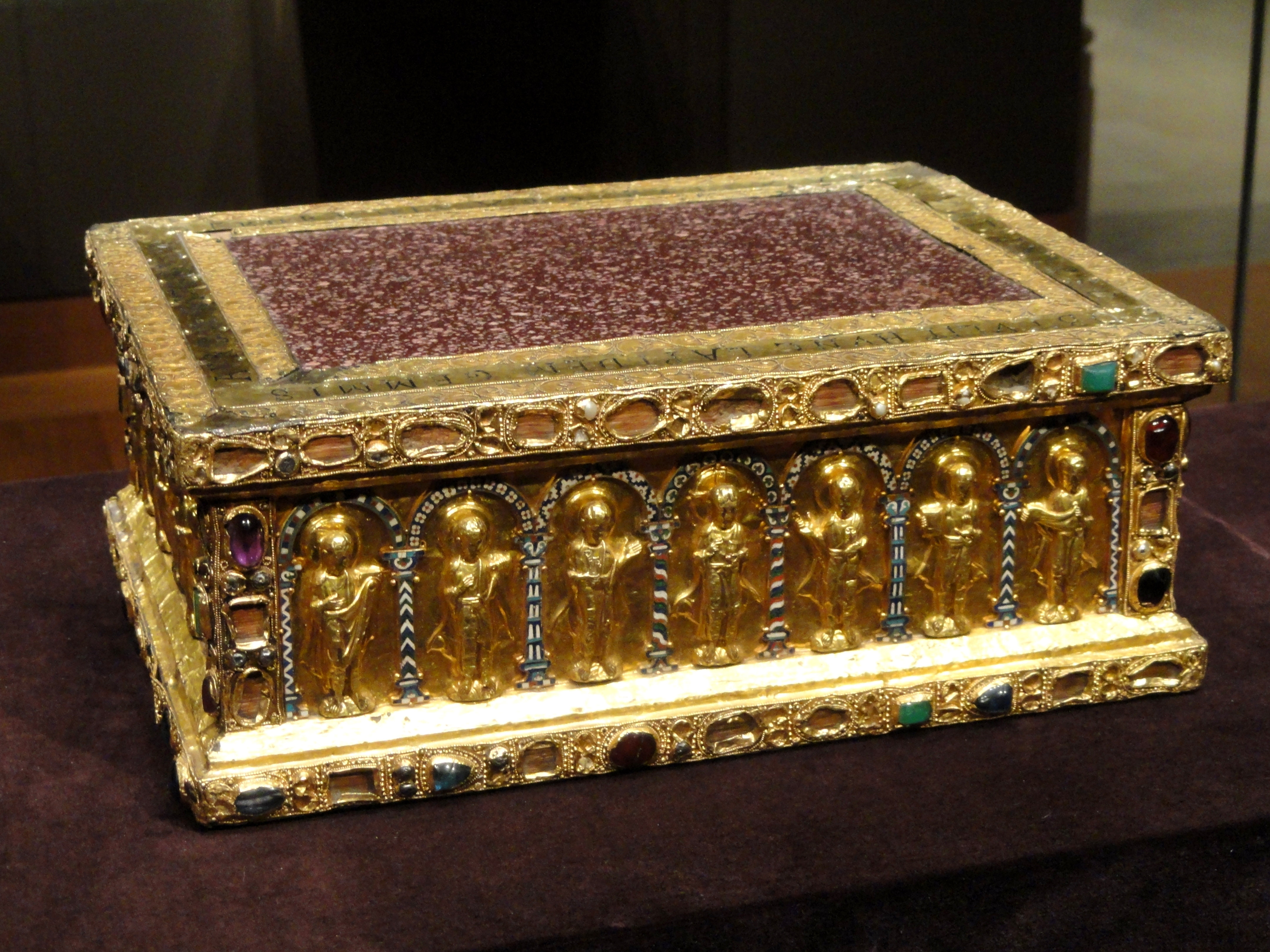
Der Gertrudentragaltar aus dem Welfenschatz. Deutlich zu erkennen ist der Altarstein aus rötlichem Porphyr auf der Oberseite

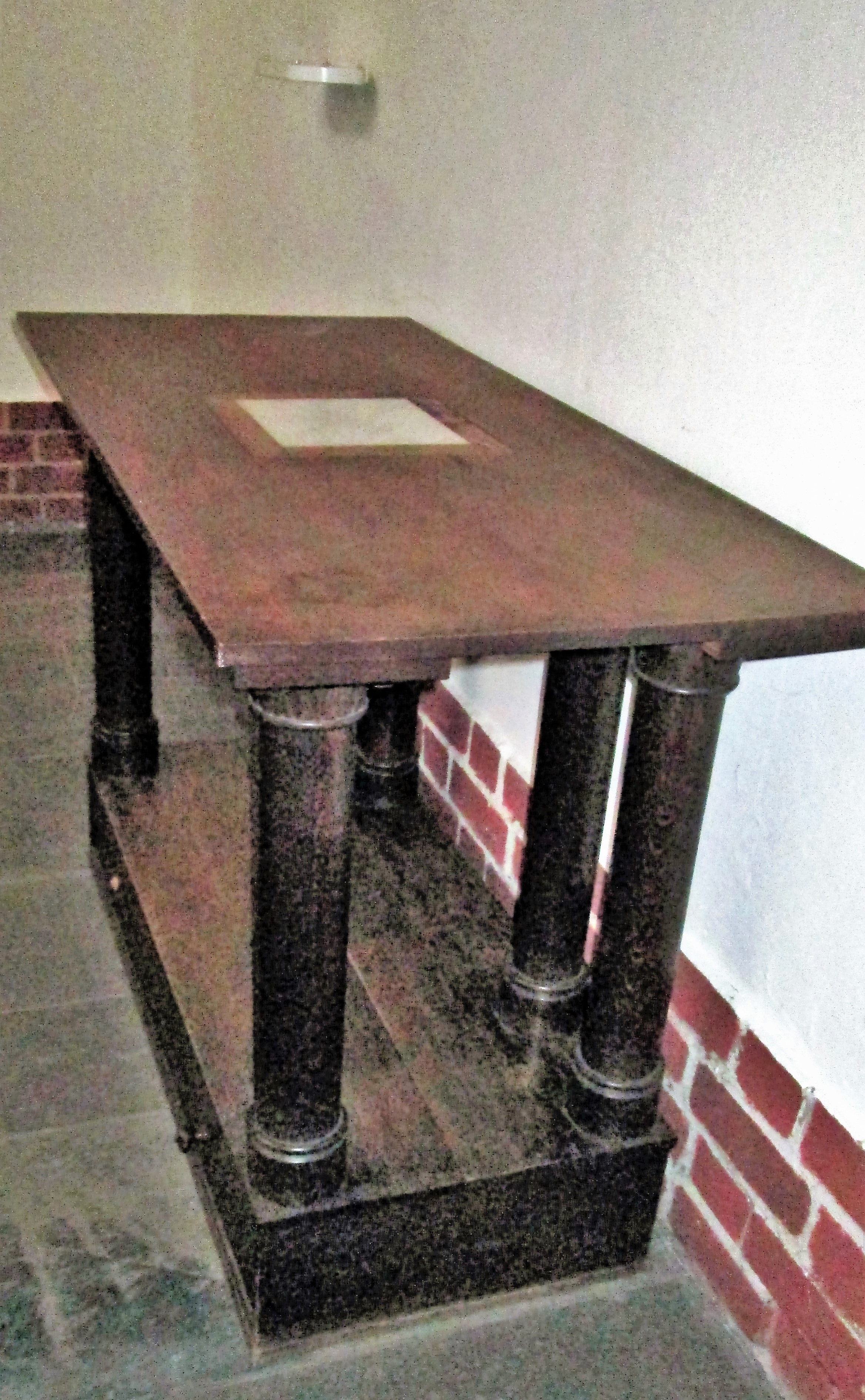
Portabler Altar aus Holz mit eingelegtem Altarstein

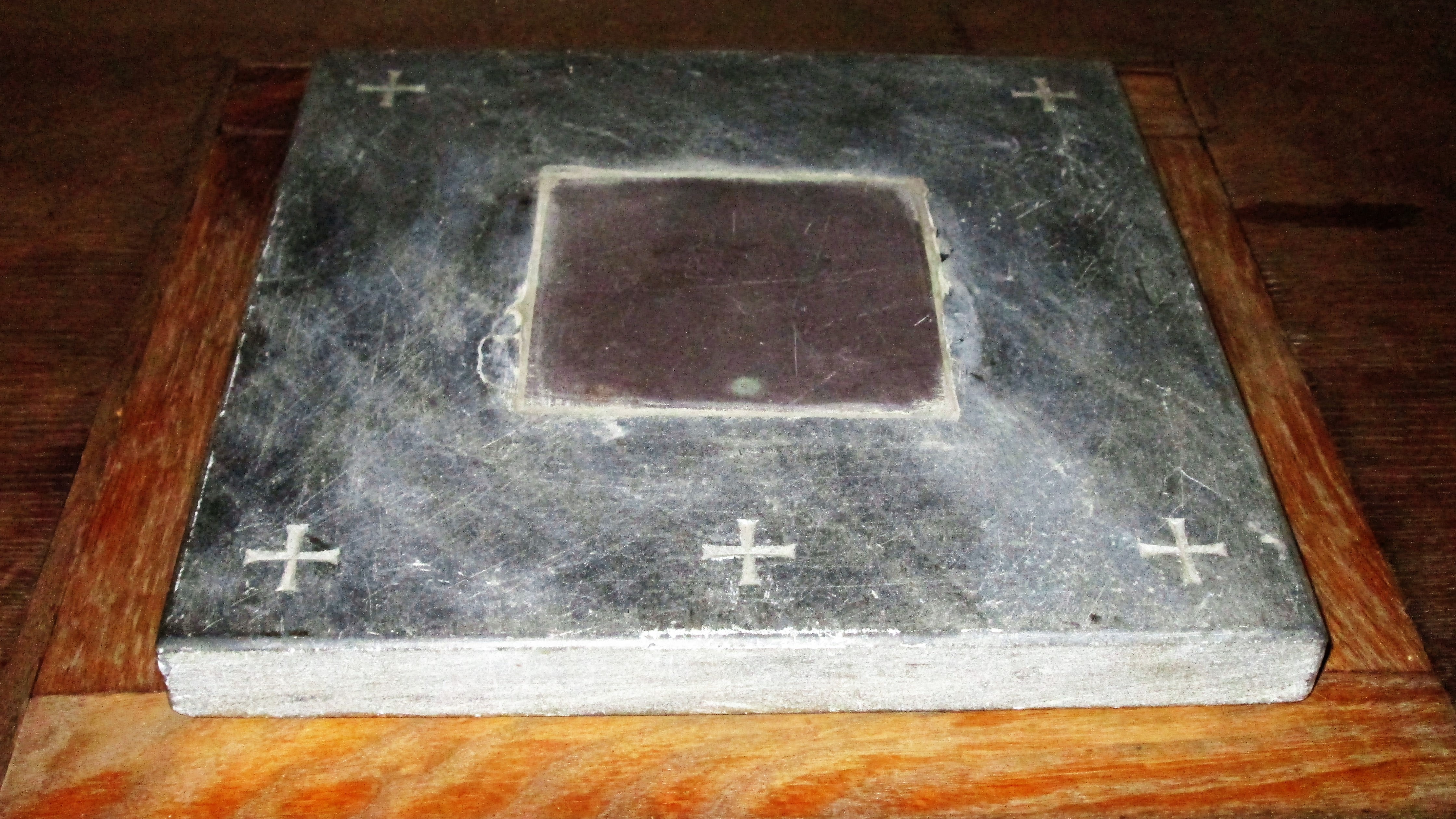
Neuzeitlicher Altarstein mit Reliquienbehälter (Sepulchrum) und gravierten Kreuzen an den Salbungsstellen

Ein Altarstein (auch Trag[e]altar oder lat. Altare portatile, „tragbarer Altar“, genannt) gehört in der römisch-katholischen Kirche zur Ausstattung von Altären, die nicht aus Stein gefertigt oder fest angebracht waren.

## Historischer und liturgischer Hintergrund
Die Zelebration der heiligen Messe an Tragaltären unter Verwendung eines Altarsteins stand im Hochmittelalter kirchenrechtlich nur Bischöfen bzw. „hohen Geistlichen“ zu, andere Priester mussten um die formale Erlaubnis zum Gebrauch eines Altarsteins nachsuchen. Reisende mussten einen Tragealtar mitführen, wenn sie außerhalb von Kirchen die heilige Messe feiern wollten, etwa auf Missionsreisen oder bei Kriegszügen. Bis etwa zum 8. Jahrhundert reduzierte sich der Tragealtar vom Tisch zu einer Platte oder Tafel, die leicht auf einer erhöhten Unterlage angebracht werden konnte. Der Altarstein war mithin ein tragbares Reliquiar, bestehend aus einer Natursteinplatte, die vom Bischof geweiht und an den fünf vorgesehenen und mit einem Kreuz gravierten Stellen mit Chrisam gesalbt und in die ein Behälter mit Reliquien, das Sepulchrum (lat. „Grab“), eingesetzt wurde. Die Steinplatte hatte dabei von ausreichender Stabilität zu sein, um den Altarstein vor Entweihung zu schützen. Zugleich musste er ausreichend groß sein, um die würdige Feier der Heiligen Messe mit dem damit verbundenen Abstellen des Kelches und der Patene beim Hochgebet zu ermöglichen. Eine solche tabula mit Reliquien und einer Weiheinschrift von 1137, ursprünglich vermutlich für das Stift Beyharting bestimmt, wird im Diözesanmuseum Freising verwahrt.
Es existiert aus dem Mittelalter eine Reihe von Tragaltären, die sich durch besonders kunstvoll gestaltete Kästen zur Umfassung des Altarsteins auszeichnet. An ihnen findet sich häufig umlaufend ein teils unter Arkaden gestelltes Bildprogramm, gefasste Edelsteine und andere Materialapplikationen bereichern das Portatile optisch. Zu nennen sind die wohl beide in der Goldschmiedewerkstatt von Helmarshausen gefertigten Exemplare, der Tragaltar des Paderborner Doms und aus Kloster Abdinghof. Weitere Beispiele sind der Mönchengladbacher, Watterbacher, Adelhausener und Merseburger Tragaltar, der Eilbertus- und der Gertrudenaltar aus dem Welfenschatz und der Tragaltar des heiligen Mauritius in Siegburg. Der Andreas-Tragaltar in Trier stellt eine von Beginn an intendierte Hybride aus Reliquiar und Tragaltar dar.  
Das Konzil von Trient schrieb für die Feier der heiligen Messe einen festen Altar mit steinerner Mensa vor, in die Reliquien von Heiligen eingelassen waren. In hölzerne Altäre, die seit der Barockzeit verbreitet vorkamen, musste ein Altarstein mit Reliquien eingesetzt werden. Das kanonische Recht von 1917 sah vor, dass zusätzlich zur Konsekration durch einen Bischof oder einen von diesem eigens dazu beauftragen Priester in einem Altar Reliquien eingebettet sein mussten. Hintergrund ist die frühchristliche Tradition, die Eucharistie über einem Märtyrergrab zu feiern. Da es nicht überall solche Gräber gab, ging man bereits früh dazu über, Reliquien unter dem Sockel des Altares bzw. der Altarplatte beizusetzen. 
Altarsteine wurden später vor allem in der Mission und von Feldkaplänen verwendet.

## Antimension
In der orthodoxen Tradition hatte es sich seit dem frühen Mittelalter eingebürgert, statt eines Altarsteins ein Antimension (Ἀντιμήνσιον) zu verwenden, ein Tuch aus Leinen oder Seide mit eingenähten Reliquien.
Im Zweiten Weltkrieg war es Militärpfarrern bei Ausübung ihrer Tätigkeit seitens des katholischen Feldbischofs der Wehrmacht erlaubt, statt eines Altarsteins ein textiles Antimensium zu benutzen, auf das dann das Korporale gelegt wurde. Dies galt auch für Soldaten, die Priester waren, bei privater Zelebration.